# Garac
Garac ist eine französische Gemeinde mit 167 Einwohnern (Stand: 1. Januar 2022) im Département Haute-Garonne in der Region Okzitanien (vor 2016 Midi-Pyrénées). Sie gehört zum Arrondissement Toulouse und zum Kanton Léguevin. Die Einwohner werden Garacois und Garacoises  genannt.

## Geographie
Garac liegt etwa 35 Kilometer westnordwestlich von Toulouse. Umgeben wird Garac von den Nachbargemeinden Caubiac im Nordwesten und Norden, Le Grès im Norden, Thil im Nordosten, Bellegarde-Sainte-Marie im Osten und Süden sowie Vignaux im Westen.

## Bevölkerungsentwicklung
| Jahr                       | 1962 | 1968 | 1975 | 1982 | 1990 | 1999 | 2006 | 2011 | 2020 |
| Einwohner                  | 148  | 134  | 118  | 112  | 123  | 157  | 164  | 172  | 153  |
| Quellen: Cassini und INSEE |      |      |      |      |      |      |      |      |      |

## Sehenswürdigkeiten
- Kirche St-Jean-Baptiste, erbaut im 19. Jahrhundert

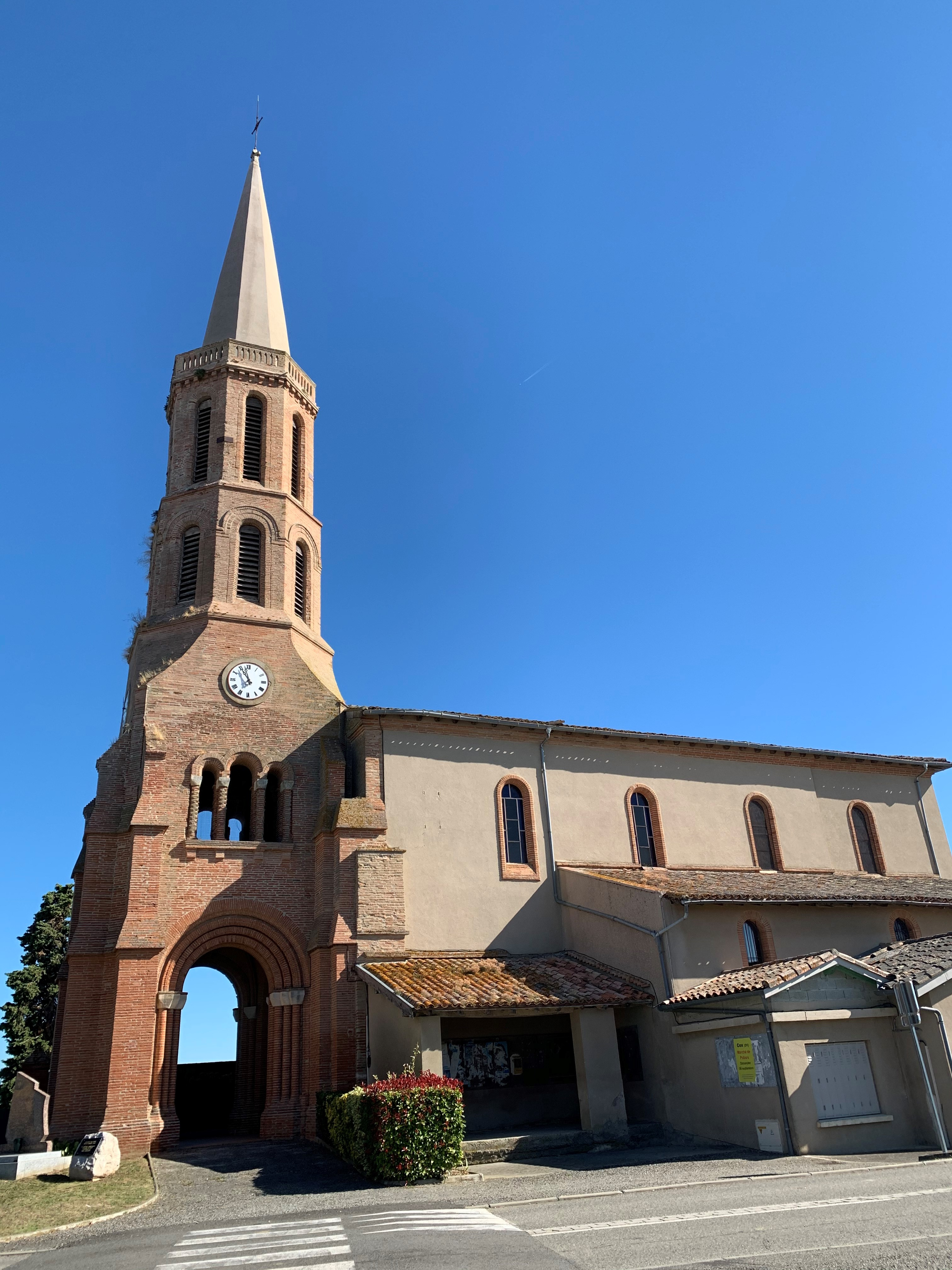
Kirche St-Jean-Baptiste